# Bastienne Schmidt
Bastienne Schmidt (nascida em 1961) é uma artista alemã que trabalha com pintura, desenho em grande escala e fotografia.
O seu trabalho encontra-se incluído nas colecções do Museu de Belas Artes de Houston, do Museu do Brooklyn, do Museu de Arte Moderna de Nova York, do Museu Vitoria e Alberto, e do Center for Creative Fotografia, em Tucson, Arizona.